# Szűz csillagkép

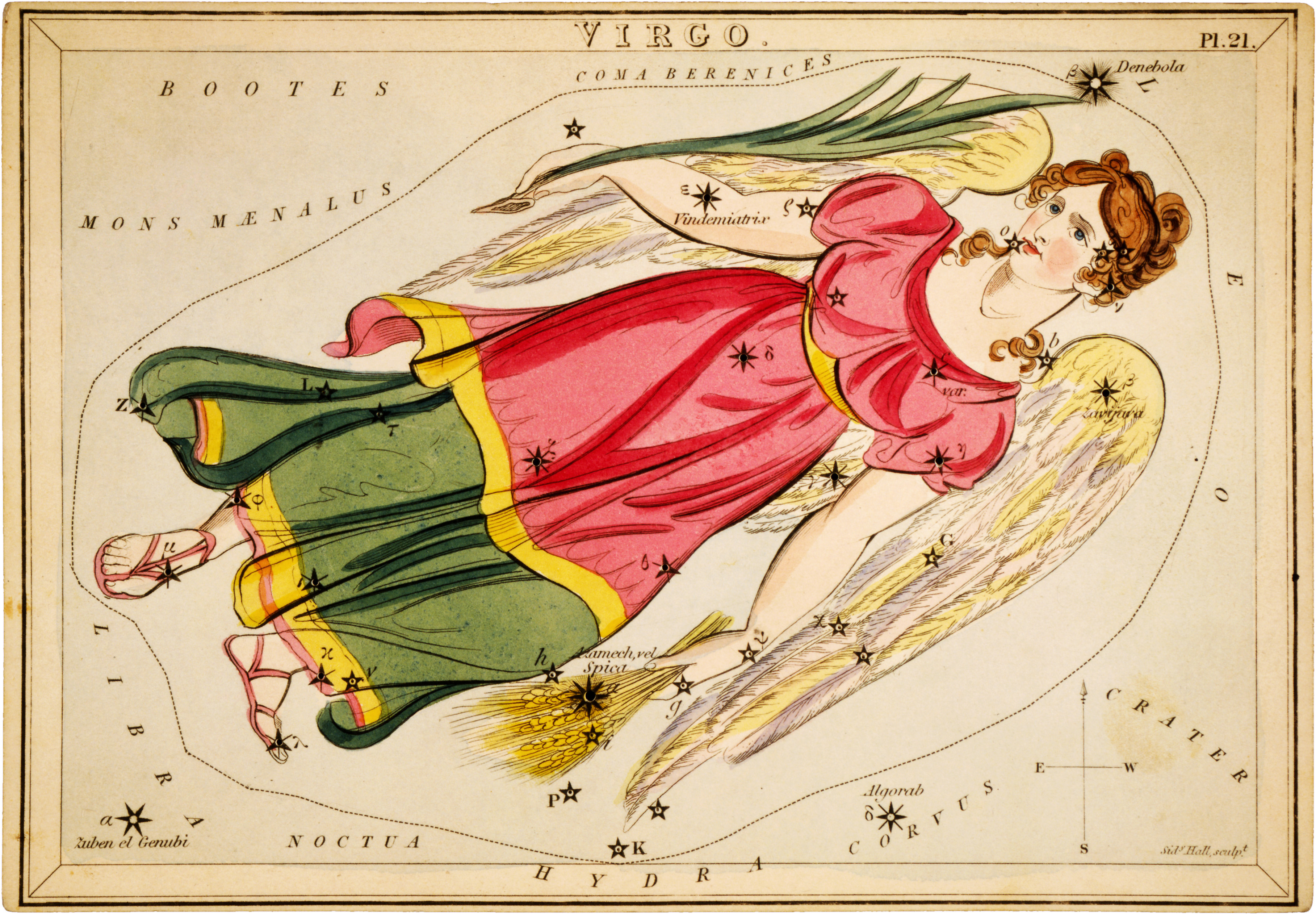
A Szűz csillagkép egyik ábrázolása (Sidney Hall, 1825)

A Szűz (latin: Virgo) egy csillagkép, egyike a 12 állatövi csillagképnek.

## Története, mitológia
A Szűz eredete bizonytalan. A babiloni időkben a termékenységet szimbolizálta, kalászként értelmezték, legfényesebb csillagának, a Spicának a neve annyit tesz: búzaszem. Istárral is kapcsolatba hozható, hiszen ő volt a termékenység istennője a mezopotámiai mitológiában.
A görög mitológia szerint szűz volt több kiemelkedő istennő, köztük  Ízisz, Kübelé, a Magna Mater (az Istenek Anyja), Pallasz Athéné. A görögök Démétért látták benne, a rómaiak Cerest, később azonban Aestrae-vel, az igazság istennőjével azonosították, amint a mérleggel áll ítélkezésre készen. A kereszténység terjedésével a görög-római mondák elhalványultak, a középkorban mint Szűz Máriát tartották számon.

## Láthatósága, megkeresése
A Szűz egyenlítői csillagkép, így Magyarországról az év megfelelő időszakaiban teljes terjedelmében látható.
A Nap látszólagos égi útja során szeptember közepén lép a konstelláció területére, és október végén hagyja el. Ezt, és az alkonyati időszakot figyelembe véve a csillagkép novembertől augusztusig kereshető fel az éjszakai égbolton. Novemberben hajnalban kel és az év végéig napkeltéig, rövid ideig figyelhető meg a keleti-délkeleti horizont felett. Január közepén éjféltájban, március közepén este 8 körül kel, így ekkor egész éjszaka megfigyelhető. Május közepén este kilenc tájékán delel, azaz déli irányban található a horizont és zenit között félúton. Július közepén fényes csillagai közül a legnyugatibb, a β Virginis este 10-kor nyugszik, de mert a Nap is egyre korábban nyugszik, a csillagkép még augusztusban is teljes terjedelmében megfigyelhető a nyugati horizont felett.
A Szűz csillagképet az úgynevezett tavaszi tájékozódási háromszög segítségével találhatjuk meg legkönnyebben, melyet a három legfényesebb tavaszi csillag, az Arcturus, a Regulus és a Szűz legfényesebb csillaga, a Spica alkot. A csillagképet a legfényesebb csillagai elhelyezkedése miatt az amatőrcsillagászok égi karosszéknek becézik: az α és a γ a két láb vége, a ζ és δ az ülőlap, mely utóbbi az ε-nal alkotja a szék támláját.
Mivel a Szűz csillagképet átszeli az ekliptika, területén gyakran látszanak plusz csillagként egyes külső bolygók. 2013 nyaráig a Szaturnusz tartózkodik itt. A Mars 2012 júniusától szeptember elejéig látható a csillagkép területén 1 magnitúdós fénypontként.

## Látnivalók

### Csillagok

A Szűz és a Holló

- α Virginis - Spica (latin: kalász vagy búzaszem): kékesfehér, 1 magnitúdójú kettős (B1V + B2V), mintegy 260 fényévnyire van a Földtől.
- β Virginis - Zavijava: 3,8 fényrendű csillag.
- γ Virginis - Porrima: harmadrendű, sárgásfehér csillagpár (F0V + F0V), 2,m74, 2,m38 magnitúdóval, 169 éves keringési periódussal. Távolságuk 39 fényév.  Utoljára 2005-ben voltak legközelebb egymáshoz, észlelésük akkor professzionális távcsővel volt lehetséges. 2015-től kis távcső is elegendő lesz a csillagok elkülönítéséhez.
- δ Virginis - Auva: 3,4m-s vörös óriás, 200 fényév távolságra van a Földtől.
- ε Virginis - Vindemiatrix: 2,84 fényrendű sárga óriás (G8III). Távolsága 102 fényév.
- θ Virginis: negyed- és kilencedrendű, kis távcsővel már észlelhető pár.
- τ Virginis- Syrma: negyedrendű és kilencedrendű csillagpár, kis távcsővel már észlelhető.

Egyéb ismert csillagnevek:
- ζ Virginis – Heze
- η Virginis – Zaniah
- μ Virginis – Rijl al Awwa

A Naprendszeren kívüli bolygórendszerek közül az egyik első ismert a 70 Virginis bolygórendszere.

### Mélyég-objektumok
A Szűz csillagképben található a híres Virgo galaxishalmaz, amelynek kisebb távcsővel is látható tagjai a következők:
- M49 (NGC 4472)
- M58 (NGC 4579)
- M59 (NGC 4621)
- M60 (NGC 4649)
- M61 (NGC 4303)
- M84 (NGC 4374)
- M86 (NGC 4406)
- M87 (NGC 4486)
- M89 (NGC 4552)
- M90 (NGC 4569)
- M104 (NGC 4594): Sombrero-galaxis

## Érdekesség
A Szűz csillagképben található a PSR B1257+12 pulzár, ami körül az elsőként, 1992-ben felfedezett exobolygó, a PSR B1257+12 B kering.

## Fordítás
- Ez a szócikk részben vagy egészben  a   Virgo (constellation) című angol Wikipédia-szócikk fordításán alapul.  Az eredeti cikk szerkesztőit annak laptörténete sorolja fel. Ez a jelzés csupán a megfogalmazás eredetét és a szerzői jogokat jelzi, nem szolgál a cikkben szereplő információk forrásmegjelöléseként.